# Thomas Köllin

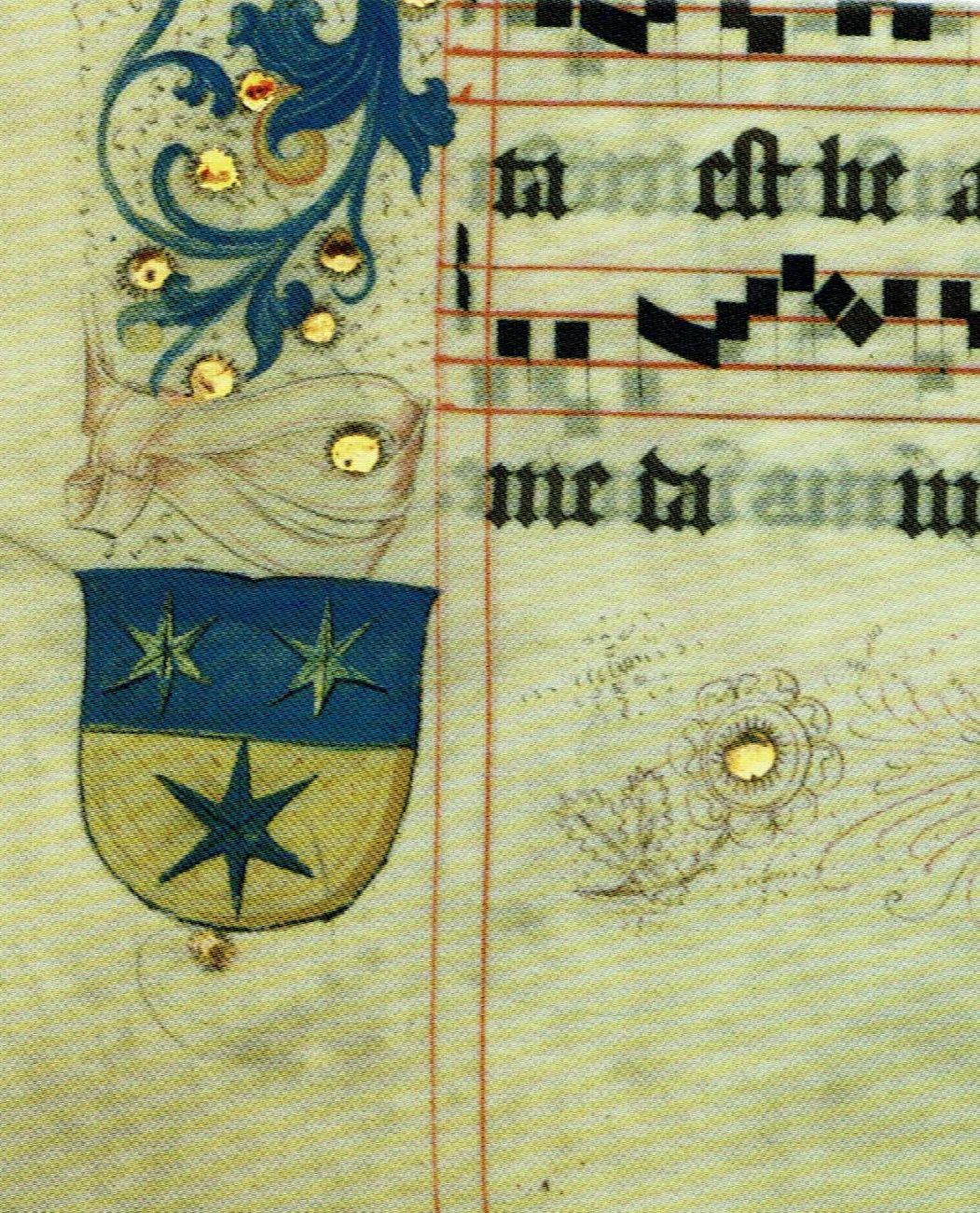
Wappen Köllins in einem der Lorcher Chorbücher

Thomas Köllin (auch: Kellin, Coelius; * in Schwäbisch Gmünd; † 22. Juni 1524 ebenda) war ein deutscher katholischer Theologe und Rektor der Universität Wittenberg.

## Leben
Köllin stammte aus einer Sensenschmiedfamilie. Er hatte an der Universität Mainz studiert und dort den akademischen Grad eines Magisters der Philosophie erworben. 1501 wurde er Pfarrer der zweiten augsburgischen Pfründe in Lorch. Er ging Ende 1502 als einer der ersten an die neu gegründete Universität Wittenberg. Hier wirkte er als einer der ersten Lehrer an der philosophischen Fakultät. Während seines Dekanats im Wintersemester 1503 an der philosophischen Fakultät ist er als Baccalaurus der theologischen Fakultät vermerkt. Auf ihn geht wohl die Anlage des Dekanatsbuches der philosophischen Fakultät mit ihren Statuten zurück.
Auch scheint er im folgenden Sommersemester 1504 als Rektor der Alma Mater den ersten Band der Universitätsregister angelegt zu haben. Nachdem er am 23. Juni 1504 von Vincentus von Ravenna abgelöst worden war, ist er nach Lorch zurückgekehrt, wo er 1506 als Pfarrer der Kustoreipfründe belegt ist. Dort hat er offenbar die Gottesdienstordnung von 1508 ausgearbeitet.
1520 wurde er Pfarrer in Schwäbisch Gmünd. Man wählte ihn 1521 zum Dekan des Kapitels Lorch, was er bis zu seinem Lebensende blieb. 1520 legte er in Schwäbisch Gmünd eine der Lorcher vergleichbare Gottesdienstordnung mit Jahrtagsverzeichnis und kleiner Pfarrerliste an sowie das 28 Blatt umfassende „Handbuch der Dekane von Lorch“, das sich im Stadtarchiv Schwäbisch Gmünd befindet. In diesen Büchern hinterließ er seine Devise: „Si vis scire, qualis es / Quales amas, talis es“ (Willst du wissen, wer du bist, sag mir, wen du liebst, und ich sag dir, wer du bist).
Acht lateinische Verse von ihm aus dem Jahr 1512 überliefert die Handschrift Mh 818, Bl. 34r-v der Universitätsbibliothek Tübingen.